# BMW Ljubljana Open 1997
Il BMW Ljubljana Open 1997 è stato un torneo di tennis facente parte della categoria ATP Challenger Series nell'ambito dell'ATP Challenger Series 1997. Il torneo si è giocato a Lubiana in Slovenia dal 5 all'11 maggio 1997 su campi in terra rossa.

## Vincitori

### Singolare
Brett Steven ha battuto in finale  Andrei Pavel con il punteggio di 7–6, 6–2

### Doppio
Lucas Arnold Ker /  Daniel Orsanic hanno battuto in finale  David Škoch /  Fernon Wibier con il punteggio di 6–0, 6–4